# 東上野四丁目A-1地区
東上野四丁目A-1地区（ひがしうえのよんちょうめA-1ちく）は、東京都台東区にある再開発計画街区の名称。事業協力者は東京地下鉄（東京メトロ）、大林組。

## 概要
再開発地域は昭和通りと浅草通りの交差点に位置し、面積は約1ヘクタール。近隣に台東区役所と東京メトロの本社が立地する。2024年3月26日に再開発準備組合が設立された。再開発計画は2030年代半ばごろに完成する予定。